# Acmaeodera aguanyoro
Acmaeodera aguanyoro  (лат.) — вид жуков-златок рода Acmaeodera из подсемейства Polycestinae (Acmaeoderini). Распространён в Новом Свете (эндемик Гондураса). Тело узкое, вытянутое, субцилиндрическое, слегка выпуклое сверху. Длина около 7 мм, ширина 2 мм. Основная окраска чёрная с жёлтыми отметинами на надкрыльях. Кормовым растением имаго являются кактусы Opuntia sp., на цветах которого были собраны эти жуки(Manley 1987:20), а у личинок — неизвестны. Вид был впервые описан в 1987 году американским колеоптерологом Гари Мэнли (Gary Manley, Three Rivers, Миннесота, США). Название дано по месту нахождения: Aguan (от имени долины Aguan Valley) + Yoro (штат Yoro в Гондурасе, где расположена эта долина).